# Simon Gegenheimer
Simon Gegenheimer (né le 17 décembre 1988 à Remchingen) est un coureur cycliste allemand. Spécialisé en cross-country eliminator, il est cinq fois médaillé en championnat du monde et vainqueur de la Coupe du monde 2017 et 2022 .

## Palmarès

### Championnats du monde
- 2015 Vallnord
  -  Médaillé de bronze du cross-country eliminator
- 2016 Nové Město
  -  Médaillé d'argent du cross-country eliminator
- 2017 Chengdu
  -  Médaillé d'argent du cross-country eliminator
- Louvain 2020
  -  Médaillé d'argent du cross-country eliminator
- Graz 2021
  -  Champion du monde de cross-country eliminator
- Barcelone 2022
  -  Médaillé d'argent du cross-country eliminator
- Aalen 2024
  -  Médaillé de bronze du cross-country eliminator

### Coupe du monde
- Coupe du monde de cross-country eliminator (2)
  - 2013 : 2e du classement général, vainqueur d'une manche
  - 2014 : 2e du classement général, vainqueur d'une manche
  - 2017 : 1er du classement général, vainqueur de deux manches
  - 2018 : 2e du classement général, vainqueur d'une manche
  - 2019 : 4e du classement général, vainqueur d'une manche
  - 2021 : 2e du classement général, vainqueur d'une manche
  - 2022 : 1er du classement général, vainqueur de cinq manches
  - 2023 : 2e du classement général, vainqueur d'une manche
  - 2024 : 8e du classement général

### Championnats d'Allemagne
- 2012
  -  Champion d'Allemagne de cross-country eliminator
- 2013
  -  Champion d'Allemagne de cross-country eliminator
- 2016
  -  Champion d'Allemagne de cross-country eliminator
- 2018
  -  Champion d'Allemagne de cross-country eliminator